# راکسبرو پارک (کلرادو)
راکسبرو پارک (به انگلیسی: Roxborough Park) یک منطقهٔ مسکونی در ایالات متحده آمریکا است که در شهرستان داگلاس، کلرادو واقع شده‌است. راکسبرو پارک ۲۴٫۲ کیلومتر مربع مساحت و ۹٬۰۹۹ نفر جمعیت دارد و ۱٬۷۵۳ متر بالاتر از سطح دریا واقع شده‌است.